# Provincia Guadalajara
Guadalajara este o provincie în Spania centrală, în comunitatea autonomă Castilia-La Mancha. Capitala sa este Guadalajara.

Diviziunile Provinciei Guadalajara